# Leucrocuta jewetti
Leucrocuta jewetti är en dagsländeart som först beskrevs av Allen 1966.  Leucrocuta jewetti ingår i släktet Leucrocuta och familjen forsdagsländor. Inga underarter finns listade i Catalogue of Life.